# Enrique Antonio de Ossó y Cervelló
Enrique Antonio de Ossó y Cervelló (Vinebre, 16 ottobre 1840 – Gilet, 27 gennaio 1896) è stato un presbitero spagnolo, fondatore della Compagnia di Santa Teresa di Gesù. Beatificato nel 1979, è stato proclamato santo da papa Giovanni Paolo II il 16 giugno 1993.

## Biografia
Entrò nel seminario di Tortosa nel 1854 e proseguì gli studi teologici a Barcellona, dove si dedicò allo studio delle opere di Teresa d'Avila: venne ordinato sacerdote il 28 settembre 1867.
Nel 1872 iniziò a pubblicare la rivista S. Teresa de Jesús, della quale fu direttore per 24 anni. Nel 1873 fondò l'associazione Teresiana, elevata nel 1875 da papa Pio IX ad arciconfraternita, i cui membri erano tenuti a osservare quotidianamente un quarto d'ora di preghiera individuale: scrisse per i confratelli l'opuscolo El cuarto de hora de oración, pubblicato nel 1874, che godette di grande popolarità e diffusione (ebbe quindici ristampe solo durante la vita dell'autore).
Il 23 giugno 1876 istituì, come società femminile di vita comune per l'insegnamento delle giovani, la Compagnia di Santa Teresa di Gesù, trasformata in istituto religioso per volontà del vescovo di Tarragona: la compagnia venne riconosciuta come istituzione di diritto pontificio con il decreto di lode di Pio IX del 22 settembre 1888 e venne autorizzata dal governo spagnolo il 1º maggio del 1883.
Dopo la promulgazione della Rerum Novarum, per propagare la conoscenza della dottrina sociale della Chiesa, pubblicò il Catecismo de los obreros y de los ricos. Finanziò l'erezione di un monastero di carmelitane scalze a Tortosa.
Morì quasi improvvisamente durante uno dei suoi frequenti soggiorni nel convento francescano di Sancti Spiritus.

## Il culto
Il processo diocesano di beatificazione si è celebrato tra il 1925 e il 1926: la sua causa di canonizzazione è stata introdotta il 15 luglio del 1956 e il decreto sull'eroicità delle virtù è stato firmato il 15 maggio del 1976 da papa Paolo VI, che ha riconosciuto a Ossó y Cervelló il titolo di venerabile.
Papa Giovanni Paolo II lo ha beatificato il 14 ottobre del 1979 a Roma e lo ha canonizzato il 16 giugno 1993 a Madrid.
Il Martirologio Romano colloca la sua memoria al giorno 27 gennaio.